# Мусійки (Вишгородський район)
Мусі́йки — село в Україні, у Іванківській селищній громаді Вишгородського району Київської області. Населення становить 412 осіб.

## Розташування
Мусійки розташовані на території Вишгородського району Київської області. Його територія підпорядкована Іванківській селищній громаді, адміністративним центром якої є Іванків.

## Історія
7 (20) листопада 1917 року, відповідно до Третього Універсалу Української Центральної Ради, увійшло до складу Української Народної Республіки.
12 червня 2020 року, відповідно до розпорядження Кабінету Міністрів України № 715-р «Про визначення адміністративних центрів та затвердження територій територіальних громад Київської області», увійшло до складу Іванківської селищної територіальної громади.
19 липня 2020 року, в результаті адміністративно-територіальної реформи та ліквідації Іванківського району, село увійшло до складу новоутвореного Вишгородського району.
З кінця лютого до 1 квітня 2022 року під час російсько-української війни село було окуповане російськими військами.
У селі діє ТОВ "Компанія «Агровей».

## Відомі уродженці
Притика Дмитро Микитович (2 січня 1942) — заслужений юрист України (1992), народний Посол України (1998), доктор юридичних наук (2003), академік Національної академії правових наук України. Колишній народний депутат України від Партії регіонів. Лауреат Премії ім. Ярослава Мудрого (2003), почесний доктор (Doctor Honoris Causa) (03.07. 2000), лауреат міжнародного відкритого рейтинг-конкурсу «Золота Фортуна», Голова [Вищий господарський суд України|Вищого арбітражного суду України]] (1991—2006), брав безпосередню участь у розробці Конституції України, нагороджений Почесною Грамотою Кабінету Міністрів України (2004), орденами «За заслуги» III, II, І ступенів (1996, 1999, 2002), «Слава на вірність Вітчизні» III ступеня, «Святого Рівноапостольного князя Володимира» І ступеня (2003), «Князя Ярослава Мудрого» V ступеня (2011).